# Rita Hayworth
Rita Hayworth (sz. Margarita Carmen Cansino) (Brooklyn, 1918. október 17. – New York, 1987. május 14.) amerikai színésznő.

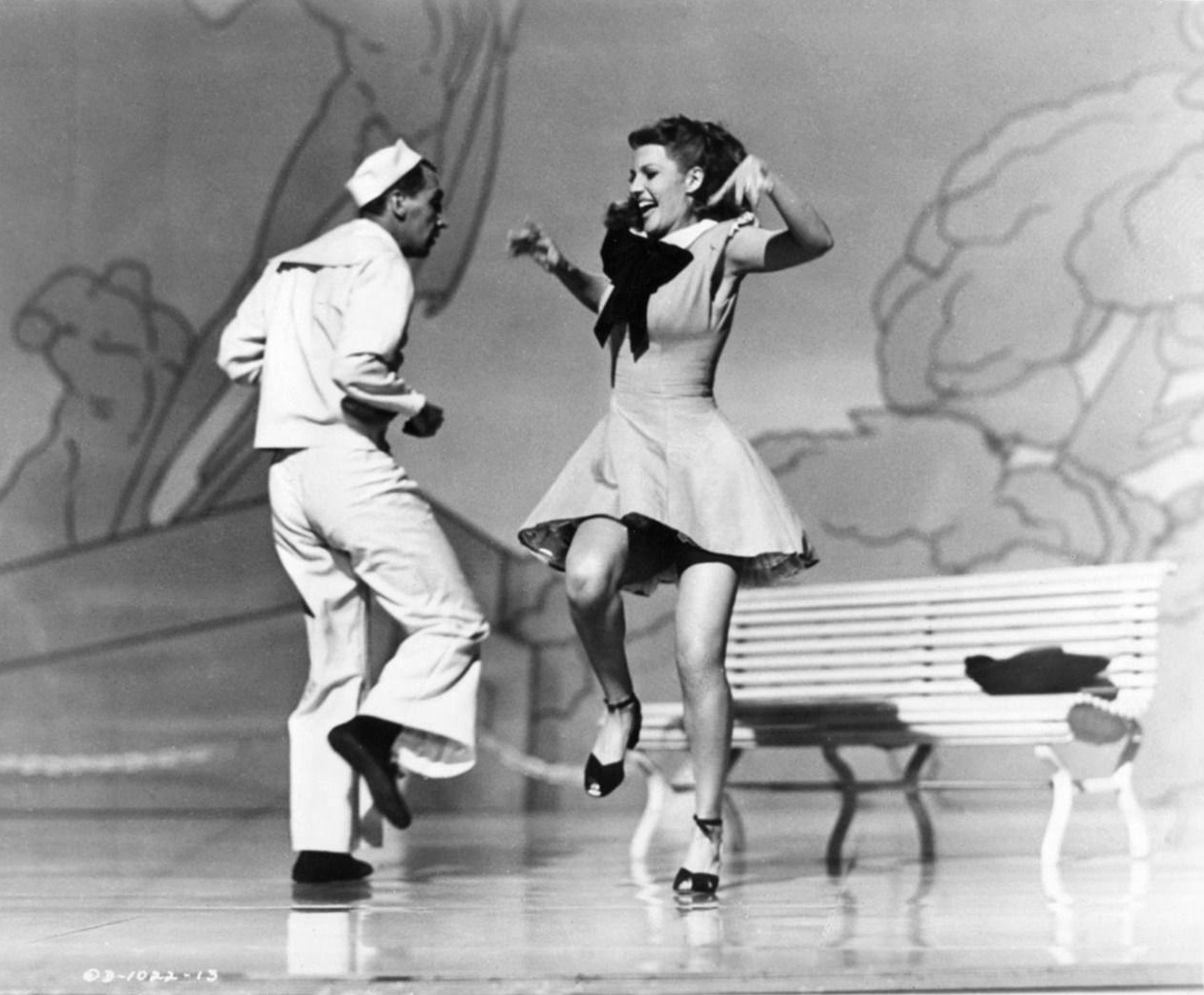
„Tonight and Every Night,” 1945

## Élete
Egy spanyol táncosházaspár gyermekeként jött a világra Brooklynban, s már nyolcévesen szülei mellett lépett fel. A Fox stúdió egyik reprezentánsa itt fedezte fel a kitűnően mozgó lányt, aki az elkövetkező években egy sor táncos szerepben tűnt fel még Rita Cansino néven, elsősorban B-kategóriás mozikban. A 30-as évek végén némileg megváltoztatott külsővel és új személyazonossággal, Rita Hayworth néven a Columbia vette védőszárnyai alá, akiket első igazán nagyszabású filmjével, az 1939-es Only Angels Have Wings-zel sikerült végképp meggyőznie tehetségéről. A 40-es évek kezdetén dolgozott a Metro Goldwyn Mayernél (Susan and God), a Foxnál (Blood and Sand) és a Warnernél is (The Strawberry Blonde), majd az RKO-tól távozott Fred Astaire partnereként tért vissza a Columbiához a You Were Never Lovelier főszerepében.
1945-ben az ő képét ragasztották "Little Boy"-ra, a hirosimai atombombára. Orson Wellesszel kötött házassága után csillaga tovább emelkedett, s az 1946-os Gilda címszereplőjeként talán legemlékezetesebb alakítását nyújtotta. A Welles által rendezett A sanghaji asszony platinaszőke szexbombájaként azonban némileg megdöbbentette a konzervatívabb közönséget, majd egy arab milliomossal történt románca révén évekre eltűnt a vászonról. 1952-ben tért vissza ismét a Columbiához, azonban az 1953-as Saloméval sem sikerült visszanyernie azt a státuszt, melyről négy évvel korábban azelőtt önként lemondott, hogy ismét férjhez menjen, s megszülje második gyermekét, nyugodt családi környezetben nevelve mindkét lányát, s ne mint dolgozó asszony, hanem mint feleség és anya éljen új férjével további életükben. Bár az 1970-es évek elejéig fel-feltűnt a vásznon, részben az egyre elterjedőben lévő televíziónak, részben az olyan új női csillagoknak köszönhetően, mint Kim Novak vagy később Marilyn Monroe, az évtized végére Hayworth karrierje lényegében zátonyra futott.
A 40-es évek egyik legfényesebben ragyogó filmcsillaga, aki elsősorban a könnyű műfajban alkotott nagyot, élete utolsó évtizedeit Alzheimer-kórral küzdve töltötte. 1987-ben hunyt el New York-i otthonában.

## Filmjei
| Év   | Magyar cím                           | Eredeti cím              | Szerep                       |
| ---- | ------------------------------------ | ------------------------ | ---------------------------- |
| 1966 | Pénzcsapda                           | The Money Trap           | Rosalie                      |
| 1966 | A mák virága is virág                | Poppies Are Also Flowers | Monique Markos               |
| 1964 | A cirkusz világa                     | Cirkus World             | Lili Alfredo                 |
| 1962 | A boldog tolvajok                    | The Happy Thieves        | Eve Lewis                    |
| 1959 |                                      | They Came to Cordura     | Adelaide Geary               |
| 1958 | Külön asztalok                       | Separate Tables          | Ann Shankland                |
| 1957 | Fickós Joey                          | Pal Joey                 | Vera Simpson                 |
| 1957 |                                      | Fire Down Below          | Irena                        |
| 1953 | Miss Sadie Thompson                  | Miss Sadie Thompson      | Sadie Thompson               |
| 1953 | Salome                               | Salome                   | Salome                       |
| 1952 |                                      | Affair in Trinidad       | Chris Emery                  |
| 1948 | A shanghaji asszony                  | The Lady from Shanghai   | Elsa "Rosalie" Bannister     |
| 1948 |                                      | The Loves of Carmen      | Carmen Garcia                |
| 1947 |                                      | Down to Earth            | Terpszikhoré/Kitty Pendleton |
| 1946 | Gilda                                | Gilda                    | Gilda                        |
| 1945 |                                      | Tonight and Every Night  | Rosalind 'Roz' Bruce         |
| 1944 |                                      | Cover Girl               | Maribelle Hicks              |
| 1942 | Ismeretlen imádó                     | You Were Never Lovelier  | Maria Acuna                  |
| 1941 | Az eper-szőke                        | The Strawberry Blonde    | Virginia Brush Barnstead     |
| 1941 | Táncoslábú rekruták                  | You'll Never Get Rich    | Sheila Winthrop              |
| 1941 | Vér és homok                         | Blood and Sand           | Dona Sol des Muire           |
| 1940 |                                      | Angels Over Broadway     | Nina Barone                  |
| 1940 |                                      | Music in My Heart        | Patricia O'Malley            |
| 1940 |                                      | The Lady in Question     | Natalie Roguin               |
| 1939 | Csak az angyaloknak vannak szárnyaik | Only Angels Have Wings   | Judith 'Judy' MacPherson     |
| 1936 | Charlie Chan Egyiptomban             | Charlie Chan in Egypt    | Ms Carole Arnold             |

## Díjak, jelölések
- Golden Globe-díj
  - 1965 jelölés: legjobb női főszereplő (filmdráma) – A cirkusz világa